# Spuistraat (Den Haag)

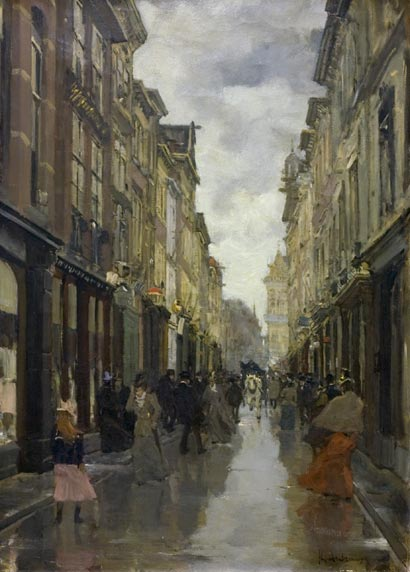
Spuistraat in de regen van Floris Arntzenius, 1919.

De Spuistraat is een winkelstraat in het centrum van Den Haag. De straat is aangewezen als voetgangersgebied.
De Spuistraat verbindt de Lange Poten met de Vlamingstraat, waar vroeger Vlaamse immigranten woonden die in de lakenindustrie werkten.

## Geschiedenis
Tot 1850 waren de Spuistraat en de Vlamingstraat straten met huizen. Er waren veel kleine zijstraatjes. Er waren nauwelijks winkels want men deed inkopen op de Dagelijkse Groenmarkt en de vismarkten. 

### Na 1850

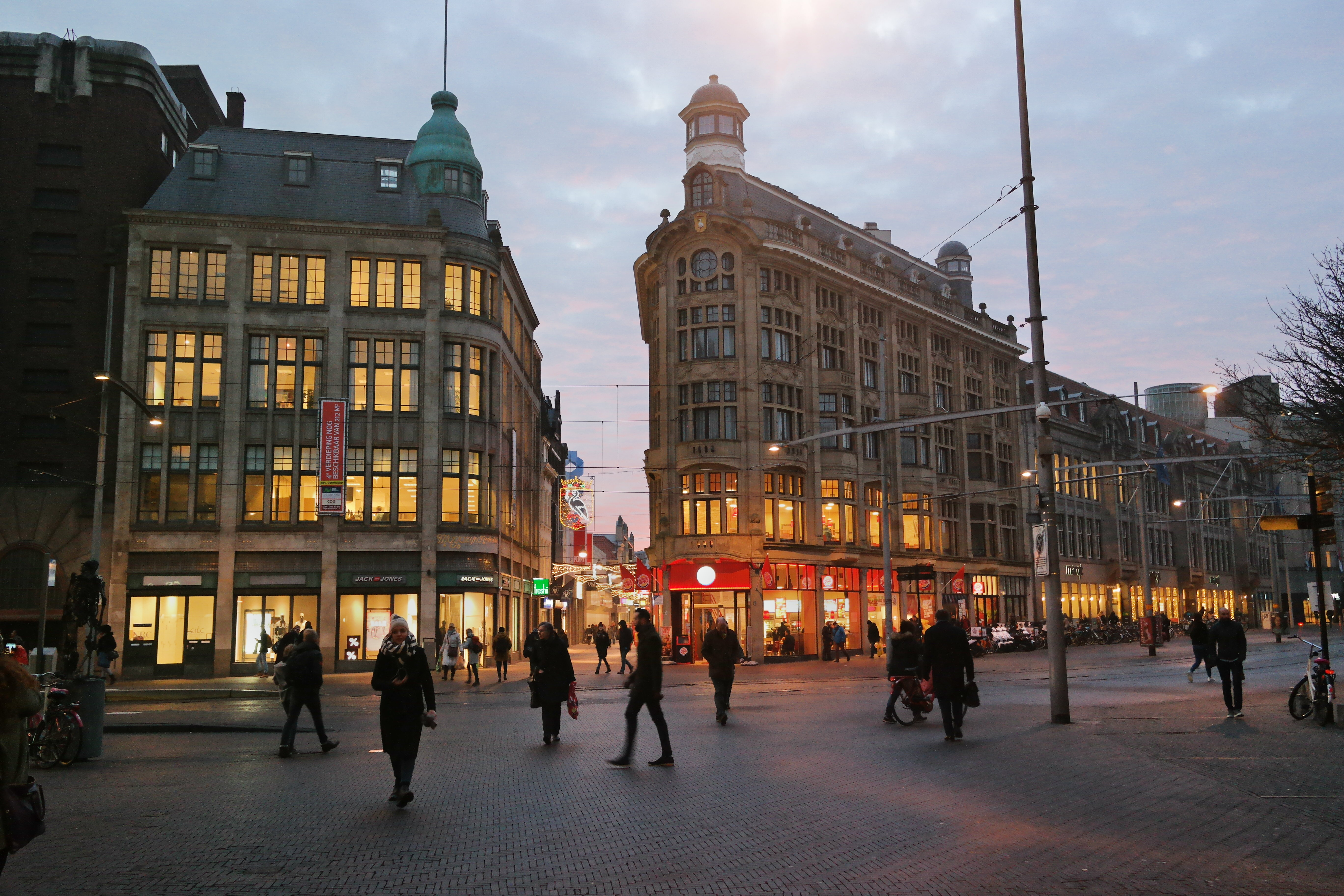
Gezicht vanaf de Lange Poten naar het begin van de Spuistraat. Rechts de Hofweg en links het Spui (Steven Lek, 2017)

Vanaf 1850 groeide de bevolking van Den Haag explosief, er werden veel huizen vervangen en gebouwd. Ook het verkeer nam toe zodat de straatjes verbreed moesten worden. De grachten stonken en veroorzaakten cholera-uitbraken en werden bijna allemaal gedempt, inclusief het Spui. Veel huizen in de Spuistraat werden vervangen door grotere panden.
In 1880 werd de overdekte passage in het Grand Hotel Central in de Lange Poten gebouwd en in 1885 werd de Passage gebouwd tussen het Buitenhof en de Spuistraat. In de Spuistraat kwam in 1906 een warenhuis, de Bazar de la Paix (Vredesbazar) waar vooral veel artikelen uit het buitenland verkocht werden, net als in de bazar in de Zeestraat, die in 1878 op de hoek van de Bazarstraat was geopend. Men hoopte zo de banden met het buitenland te verstevigen, hetgeen de wereldvrede zou bevorderen.

### Na 1900
Om de winkelstraat een deftig aanzien te geven, werden op de hoek iets grotere panden neergezet, in de bouwstijl van de Um 1800-bewegung. Deze stijl kenmerkt zich door veel gebruik van natuursteen, tal van -soms gebogen- ornamenten, torentjes, erkers en dergelijke.
- Allereerst werd het pand Spuistraat 72-74 gebouwd, op de hoek van de huidige Hofweg. Het werd ontworpen door A. Jacot en W. Oldewelt Architecten en gebouwd in 1909.[1][2] Vroeger was hier het chique modehuis B.J. Voss & Zonen gevestigd,[3] tegenwoordig is er een fastfoodrestaurant op de begane grond en appartementen op de bovengelegen verdiepingen. In 1914 werd het hoekpand aan de zijde van de Hofweg door A. Jacot verder uitgebreid in dezelfde stijl.

- Het tegenoverliggende hoekgebouw Spui 1 - Spuistraat 71, werd in 1915 afgerond.[4] Het ontwerp is van de architecten Lodewijk Simons en Th.W.M. van Braningen. Hier opende in september 1915 Magazijn "Nederland",[5] een filiaal van firma L.A. & F.L. Kattenburg & Co uit Amsterdam. Tegenwoordig bevindt zich op de begane grond een modezaak en in de bovengelegen kantoren onder meer de Haagse (politieke) redactie van NRC Handelsblad.

In 1924 werd de veel ruimere Grote Marktstraat aangelegd achter de panden van de Spuistraat. Sommige winkels kregen een achteringang in de Spuistraat. 